# NGC 3836
NGC 3836 је спирална галаксија у сазвежђу Пехар која се налази на NGC листи објеката дубоког неба.
Деклинација објекта је - 16° 47' 51" а ректасцензија 11h 43m 29,8s. Привидна величина (магнитуда) објекта NGC 3836 износи 12,9 а фотографска магнитуда 13,7. NGC 3836 је још познат и под ознакама MCG -3-30-10, VV 477, IRAS 11409-1631, PGC 36445.